# Floater (volleybal)

Floater

Een floater is een term uit het volleybal. Wanneer bij de opslag de bal zodanig wordt geraakt dat deze niet draait, kan de bal willekeurig gaan afwijken van zijn normale baan. Voor het team dat de opslag ontvangt is het hierdoor moeilijker om deze bal te onderscheppen.
Er zijn verschillende verklaringen voor dit verschijnsel, zoals:
- de bal is niet zuiver rond, mogelijk mede veroorzaakt door het ventiel;
- het zwaartepunt ligt niet exact in het midden van de bal, vermoedelijk mede veroorzaakt door de aanwezigheid van het ventiel;
- door het slaan tegen  de bal vervormt deze en krijgt hierdoor andere aerodynamische eigenschappen.

Tegenwoordig is de volleybal echter zuiver rond en het zwaartepunt ligt precies in het midden. Daarnaast wordt de volleybal zo hard opgepompt dat vervorming geen enkele rol speelt. 

## Luchtstroming
De verklaring moet gezocht worden in de luchtstroming rond de bal. Wanneer de snelheid lager is dan ongeveer 15 m/s is de luchtstroming gelamineerd. Bij een hogere snelheid wordt de luchtstroming turbulent. Als een opslag net boven deze grens van 15 m/s plaatsvindt, zal de volleybal willekeurige bewegingen gaan maken zodra deze de grenssnelheid bereikt. Een opslag die begint als een normale baan kan dus ineens veranderen in een floater.
De exacte snelheid waarop een floater voorkomt is afhankelijk van verschillende factoren, zoals de ruwheid van de bal, de conditie van de naden en hoe hard de bal is opgepompt.